# Krabbesholm (Skive)
 For alternative betydninger, se Krabbesholm. (Se også artikler, som begynder med Krabbesholm)
Krabbesholm er en fredet herregård i Skive nær Skive Fjord.

## Den ældste historie
Gårdens historie går tilbage til den sene middelalder. Oprindelig skal den have bestået af to gårde, Nørre- og Sønder-Skovshoved, som lensmanden Niels Høeg på Skivehus vistnok fik overdraget af kong Hans, hvorefter han sammenlagde dem til en hovedgård. Via Høegs hustru gik gården i arv i Banner-slægten i et par generationer, hvorefter Magdalene Banner bragte den til sin mand Iver Krabbe til Østergaard, efter hvem gården nu fik navn.

## Hovedbygningen opføres
Iver Krabbe påbegyndte opførelsen af en hovedbygning på Krabbesholm, men byggearbejderne blev nok først færdige i Magdalene Banners enkestand. Bygningen er opført i to stokværk over kælderen. Forneden er murene kvaderklædte, længere oppe i munkesten. Over vinduerne er der rundbuer, og de takkede gavle med blændingerne er i sengotisk stil. På gårdsiden findes en firkantet udbygning bygget sammen med et rundt hjørnetårn. På nordsiden ses desuden et mangekantet hjørnetårn.

## Senere tider
Gården skiftede hyppigt ejer i 1600-tallet. Blandt besidderne sås medlemmer af slægterne Lykke, Friis, Kaas, Juul og Sehested. I 1743 kom gården i Werner Rosenkrantz' besiddelse. Han lod hovedbygningens indre modernisere, hvor man navnlig skal fremhæve riddersalens tapetmalerier udført af kunstneren Olaus Carolus Wassmann. Rosenkrantz opførte de to lave sidefløje i bindingsværk. I 1800-tallet var der ligeledes en del ejerskifter

## Krabbesholm Højskole
Skive Købstad erhvervede gården i 1906 og solgte den i 1907 til A. Axelsen og pastor A.Th. Dorf, der drev Salling Højskole. Krabbesholm har siden da været hjemsted for Krabbesholm Højskole.
I højskolens have står en sten, der blev afsløret 19. september 1920 til minde om Genforeningen i 1920.
- Galleri
- Set fra nord
- Set fra sydvest
- Christen Dalsgaard, Krabbesholm. Vinter., Statens Museum for Kunst.

## Ejere af Krabbesholm
- (        -1524) Niels Høeg
- (1524-1554) Erik Banner (stedsøn)
- (1554-1561) Iver Krabbe (svigersøn)
- (1561-1597) Magdalene Banner (enke)
- (1597-1602) Erik Lykke (svigersøn)
- (1602-        ) Hans Lykke (søn)
- (       -ca. 1622) Anders Friis
- (ca. 1622-   ) Christian Friis (bror)
- (        -1632) Henrik van der Wisch
- (1632-1639) Mogens Kaas
- (1639-1662) Jens Kaas (søn)
- (1662-1696) Karen Reedtz (enke)
- (1696-1719) Frans Juul (svigersøn)
- (1719-1726) Frederik Sehested
- (1716-1743) Birgitte Sophie Sehested (enke)
- (1743-1773) Werner baron Rosenkrantz (svigersøn)
- (1773-1785) Adam Frederik greve Trampe
- (1785-1819) Hans Rasmussen
- (1819-1832) Hans, Rasmus og Christiane Rasmussen (børn af ovenstående),
- (1832-1870) Jens Dalsgaard (gift m. Christiane Rasmussen). De blev forældre til kunstmaleren professor Christen Dalsgaard
- (1870-1871) Dødsbo efter Jens Dalsgaard
- (1871-1887) N.C. Fugl
- (1887-1898) T.R. Rosen
- (1898-1906) C.C. Kr. Rosen
- (1906-1906) Konsortium
- (1906-1907) Skive Købstad
- (1907-1911) Højskoleforstander A. Axelsen
- (1911-) Højskoleforeningen for Skive og Omegn